# Fiskeri
 For alternative betydninger, se Fisker (slægter).
Fiskeri er baseret på fangst af fisk i ferskvand eller saltvand.
Det kan groft deles op i erhvervsfiskeri, fritidsfiskeri og lystfiskeri. Ferskvandsfiskeriet omfatter dels fiskeri i de naturlige, fri vande (søer og vandløb), dels fiskeri i damme, der kan tømmes og i det hele beherskes med hensyn til vandforsyning og fiskebestand (dambrug).
Danmark har længe været en fiskerination – omgivet som landet er af ca. 7000 km kystlinje. Langs Vesterhavet findes fiskerihavne som Esbjerg, Hvide Sande, Thyborøn, Hanstholm, Hirtshals og Skagen (Gammel Skagen (Højen)). I Østersøen har de fleste af Bornholms mange byer hver sin fiskerihavn, derudover ligger Klintholm Havn på Møn ud til Østersøen. I Kattegat er det især Strandby, Østerby (Læsø) og Gilleleje der er vigtige fiskeribyer. På Langeland findes den lille fiskerby Bagenkop
I nyere tid er der sket begrænsninger i fangsten af fisk – bl.a. reguleret af årlige EU-fiskekvoter. Der er en stadig kamp mellem fiskerne på den ene side, der gerne vil fiske – og marinbiologerne, der bekymrer sig om fiskenes overlevelse.

## Fiskeriets forudsætninger og betydning
De forhold, der påvirker måden for og omfanget af fiskeri, kan i hovedtræk opridses således:
1. farvande: det beror på de enkelte farvandes naturlige forhold (temperaturer, saltholdighed, dybdeforhold, plantenæring, iltindhold med mere) hvilke fisk, der kan leve der og i hvilket omfang;
2. fiskearter: fiskeriet beror på de fiskearter, der trives, deres trivsel og nytteværdien af disse dels som spisefisk, dels til andre formål, ligesom fiskearternes levevis påvirker tidspunkt og sted for fiskeri;
3. fangstmetoder: det beror på fangstmetoder (redskaber og fartøjer) og fangstmåder (teknikker) hvilke fisk, der (kan) fanges og i hvilket omfang;
4. fiskere: det beror på, om fiskerne er heltidsfiskere (eventuelt sæsonfiskere), fritidsfiskere eller lystfiskere i hvilket omfang, fiskeri finder sted og hvor. I forlængelse heraf beror det på bosættelsesfordelingen for fiskerne, om et givet lokalsamfund helt eller kun delvist beror på fiskeriet;
5. forædling: det beror på hvilke forædlingsmåder, fisken behandles efter (røget, saltet, tørrer, i olie, til færdigretter med mere), hvilke fiskearter og i hvilket omfang, fisk kan udnyttes. Ligeledes spiller forædling og handel med råfisk og forædlede fiskevarer en afledt rolle for fiskeriets samfundsmæssige betydning.

Det er indlysende, at alle de ovennævnte forhold har skiftet med tiden. Således har ikke mindst nye fiskeriredskaber og fartøjer skabt muligheder for fiskeri i nye farvande og efter nye fiskearter end tidligere.

## Fiskeriets hjælpemidler
Man kan opdele fiskeriets hjælpemidler i tre hovedgrupper:
1. fiskegrej,
2. fiskefartøjer,
3. opbevaringshjælpemidler.

### Fiskegrej
Fisk kan fanges med de bare hænder, men det er unægtelig nemmere at bruge dertil indrettede fangstredskaber. Sådanne kan inddeles i tre hovedgrupper:
1. håndstyrede fangsredskaber,
2. faststående fangstredskaber,
3. svømmende fangstredskaber.

### Fiskefartøjer
De fleste fangstredskaber i Danmark og andre lande med lavtvandede områder er tilpasset fiskeri i lavtvandede områder: i søer, vandløb eller fjorde. Det er dog lige så klart, at et sådant fiskeri sætter snævre grænser for udbyttet og derfor ikke kan tjene som hovenæringsvej. For at få adgang til store fiskemængder må man til havs, og brugen af fiskefartøjer kendes da også omtrent så langt tilbage som fiskeri har været udøvet. I de tidligste tider måtte man padle eller ro sig frem, siden blev sejlfartøjer taget i brug og fra slutningen af 1800-tallet tillige motordrevne fartøjer som f.eks. trawlere.
I Danmark havde man tidligere en mangfoldighed af åbne både, der benyttedes til fiskeri, lige fra vestkystens fladbundede både og pramme til de inden for Skagen benyttede dambåde, fartøjer, der er byggede over et i midten som hyttefad indrettet rum, sænkekølsbåde, fladbundede og forsynede med eet eller to sværd, der kunne sænkes eller hæves, efter som man er på dybt eller grundt vand, drivkvaser til fangst af ål med drivvod, de bornholmske eger, der i bygning lignede en del de på Jyllands vestkyst benyttede fartøjer. Endelig fandtes en stor mængde mindre fartøjer af forskellig bygning (joller).
Af dæksfartøjer, den store kuttertype, som er blevet benyttet til fiskeri i Vesterhavet og ved Island (60—100 tons), mindre kuttere med dam (10—50 tons) til kystfiskeri efter fladfisk, kvaser, skonnertriggede fartøjer med dam, brugtes tidligere meget til transport af fisk i levende tilstand. Stævnsbåden til sildefiskeri i Kattegat, bæltsbåden til sildefiskeri i Storebælt, laksebåden ved Bornholm, der havde en del lighed med den norske lodsbådstype (6—13 tons drægtighed).
Af tidligere særligt fremtrædende fartøjstyper må nævnes de norske nordlandsbåde med næsten lodrette, skarpt tilløbende stævne, en mast og et råsejl, særlig kendte for deres sejleevne og søgående egenskaber. De tidligere meget benyttede svenske bankskøjter, som drev torskefiskeri i Nordsøen, blev siden erstattede af store motorfartøjer, som drev sildefiskeri med snurpenot i Skagerraks og Kattegats nordlige del. Hollændernes kuttere til sildefiskeri — oprindeligt af meget gammeldags form, koffer eller sildebuizer, hoeker, bomschuiter, fladbundede fartøjer, indrettede til at sætte på land — nu af moderne fiskekuttertype. Den franske fiskeskonnert, som drev fiskeri ved Island og Newfoundland, var bekendt for sine udmærkede søgående egenskaber. Tysklands everter og kuttere, de første med dam til fiskens opbevaring i levende tilstand, de sidste af den moderne, skarptbyggede kuttertype til sildefiskeri i Vesterhavet. Englands smakker eller kuttere til trawlfiskeri, fartøjer på 70—80 tons drægtighed, slup- eller dandyriggede med stort dybgående og fortrinlig sejlevne, der dog senere blev af underordnet betydning.
Den skotske sildebaad, 10—18 m’s længde med luggerrigning. Amerikanernes klipperformede fartøjer med stor bredde og temmelig flad bund midtskibs, skarptformede for og agter, har været model for den moderne kuttertype, der i det 20. århundrede benyttedes i de fleste lande, der drev havfiskeri. Den amerikanske fiskeskonnert, 70—120 tons drægtighed, er bygget efter disse principper og regnes for et af de mest fuldkomne fartøjer, både hvad sødygtighed og sejleevne angår, der er udviklet til erhvervsfiskeri.
Til fiskeri fra disse fartøjer benyttedes mindre både, dories. For øvrigt brugtes et stort antal fartøjer til kystfiskeri, alle tillempede i form, sejlføring og aptering efter hvert lands skik og stedlige behov. I de nordlige lande var i sin tid gaffelsejl eller sprydsejl de mest fremtrædende, i de sydlige var latinersejlet mere benyttet.
Fælles for en meget stor del af de her nævnte fartøjstyper er, at motoren var blevet indført som drivkraft og taget i brug ved redskabers udsætning og indhivning. Især gjaldt dette de skandinaviske lande, hvorfra brugen af motoren i fiskeriets tjeneste stammer og forplantede sig til Tyskland, England og andre ved Nordsøen liggende lande. Også ved fiskerierne i Frankrig, Middelhavslandene, Amerika og Østasien vandt motoren betydeligt frem som taget i anvendelse ved fiskeriet og dets udøvelse. Det må dog nævnes, at man mange steder helt op i nutiden udmærket har kunnet klare sig med ro- eller sejlfartøjer.
Den mest moderne og kraftigste fartøjstype på fiskeriområdet var fiskedamperen (trawleren), der efterhånden vandt mere og mere indpas, navnlig i de til Vesterhavet grænsende lande. England gik i spidsen for udviklingen i denne retning ved at påbegynde trawlfiskeriet med dampskibe, der i begyndelsen kun var små, men siden voksede i størrelse af indtil 4 à 500 tons drægtighed. Disse skibe har en betydelig maskinkraft og er beregnede på at slæbe trawlet over grunden. De har et stort lastrum, hvori fisken opbevares på is efter at være slagtet og renset. De største dampere benyttes til transport af fisk, de andre udelukkende til fiskeri med trawl eller liner.

### Fiskens opbevaring
I middelalderen var den mest udbredte måde at opbevare fisk, især sild, på at nedsalte dem i tønder.
Den ældste kendte måde at behandle opfiskede torsk på, var at skære dem op efter bugen, udtage indvoldene og så hænge fisken op til lufttørring på træstilladser, såkaldte hjell. Ved denne fremgangsmåde fremstillede man tørfisk.
Fra England indførtes til Norge i det 17. århundrede den siden almindeligste behandlingsmåde af fisken: Man renser den omhyggelig og nedsalter den i fiskeværene, hvor efter den føres til tørrepladser i de indre dele af fjordene, hvor den lufttørres på flade klipper langs stranden. Den vare, man således opnår, kaldes klipfisk. En skrei, der vejer 4,8 kg, afgiver 1 kg klipfisk.
Det klassiske hjælpemiddel, der siden det 18. århundrede anvendtes af fiskerne på Bornholm for at holde den fangne fisk frisk indtil at den var blevet solgt i København og som siden bredte sig vidt omkring, er hyttefadet, en bådformet tilspidsede kasse med talrige huller til vandet gennemstrøm; heri kan fisken opbevares levende. I damjoller er bådens midtparti indrettet som hyttefad (dam).
I nyere tid er man gået over til at nedise fisken straks efter fangsten.

## Fiskeriets udvikling
Fiskeri har været bedrevet så langt tilbage, menneskelig virksomhed kan spores, med større eller mindre ivrighed. Blandt de tider, hvor fiskeriet blev bedrevet i særligt stort omfang, kan nævnes det middelalderlige sæsonfiskeri i Øresund og Limfjorden og senere fremkomsten af de første egentlige fiskerlejer i Danmark i renæssancen. I de følgende århundreder indtrådte en nedgangstid for fiskeriet, og først fra begyndelsen af 1800-tallet skete et fornyet opsving i forbindelse med forbedringer i fiskeriets metoder.

### Fiskeriet i første halvdel af det 20. århundrede
Retten til at udøve fiskeri var i det åbne hav fri for alle. Ved kysterne var den forbeholdt vedkommende lands undersåtter indtil en afstand fra kysten, der regnedes noget uens i de forskellige lande, men som i de i den nyere tid afsluttede traktater var fastsat til 3/4 sømil fra nærmeste land, som ikke var overflydt ved daglig vandstand. En følge af staternes højhedsret over søterritorierne i det åbne hav var, at de giver love for fiskeriets drift.
Måden, hvorpå fiskeri udøvedes, var ikke ens i de forskellige lande, afhængig af naturforhold og beliggenhed. Fælles var dog inddelingen af de til fiskeri anvendte redskaber i faststående og flydende eller drivende redskaber. De første bestod af liner med kroge, der sattes langs havbunden; faststående netredskaber, i hvilke fisken hildes; ruser, bundgarn, gårde, kister; de andre af krog (angel) på snøre eller pilk, vod, drivgarn, skrabere, harpuner, glib og forskellige stangeredskaber. Til agn ved krogfiskeri benyttedes sild, torsk, makrel, tobis, snegle, rejer, negenøje, kong, forskellige slags muslinger, orme, indvolde af marsvin, kreaturlever og så videre.

### Fiskeristøtte
Fiskeriets fremme blev i de fleste fiskeridrivende lande befordret ved foranstaltninger fra statens side. Blandt de nævnte foranstaltninger må særlig nævnes fiskerilån på billige vilkår, der efterhånden blev indført i mange fiskeridrivende lande. Sådanne lån blev givet på forskellige måder og på forskellige betingelser. Typisk for dem var de for Danmark beskrevne fiskerilån, idet disse gik ud på såvel direkte lån i fartøjerne (der i de forskellige lande blev givet med større eller mindre garanti fra låntagerens side), som lån til låneforeninger, der i reglen hæftede solidarisk for lånene. Endvidere gjordes der fra statens side så godt som overalt store ofre for at tilvejebringe de for fiskeriets drift fornødne fiskerihavne, for fisketransport og fiskeforsendelse. Fiskerskoler fandtes også i de forskellige lande, og der udførtes næsten overalt udstrakte havundersøgelser til fordel for fiskeriet, lige som staterne hver for sig holdt et omfattende søpoliti ved hjælp af orlogsmarinerne.

### Ulykkesforsikring
Ulykkesforsikring for fiskerne fandtes nu også i de fleste lande, støttet af staten, ved siden af forskellige foranstaltninger afpassede efter fiskeriets behov i de enkelte lande.

### Fiskeregulering
Fiskeriadministrationen i de forskellige lande var i almindelighed underlagt enten landbrugs- eller marineministerierne.
I England og Wales var det således et departement under Board of Agriculture and Fisheries, som administrerede fiskeriets regulering, og som foruden alle egentlige administrative sager havde overledelsen af alle videnskabelige havundersøgelser, hvorved det assisteres af et råd, sammensat af videnskabsmænd. Endvidere forestod det udarbejdelsen af fiskeristatistik, fiskerskoler og foretagender til fiskeriets fremme samt tilsynet med overholdelsen af de forskellige fiskerilove. I de vigtigste fiskericentrer i landet var oprettet lokale råd, i alt 11, hvis opgave det var at udfærdige vedtægter for fiskeriets drift og regler for fiskeritilsynet, der ved at approberes af centralstyrelsen fik lovkraft. Udgifterne herved afholdtes af by- og sogneråd.
Administrationen af det skotske fiskeris regulering var direkte underlagt det skotske ministerium og udøvedes af Scottish Fishery Board, der havde sæde i Edinburgh, og som bestod af 7 medlemmer, udnævnte af kongen for 5 år ad gangen. Det var i øvrigt organiseret som i England med hensyn til embedsmænd og underordnet personale, der var fordelt til de forskellige fiskericentre, men der fandtes ikke som i England lokale fiskeriråd rundt omkring i landet.
I Canada var fiskeriadministrationen underlagt marineministeriet. Organisationen var i øvrigt omtrent som i England og Wales. Særlig vægt var der lagt på fiskeritilsynet, som bestod af 22 inspektører og 126 underordnede tilsynsmænd, der havde 22 fartøjer til rådighed.
I Frankrig administreredes fiskeriets regulering af et departement under marineministeriet, der også varetog handelsmarinens interesser. Dette departement var delt i 4 kontorer. De forskellige administrationsgrene var omtrent de samme som i England, men på grund af den store rolle, som den kunstige fiskeavl og østersavlen spillede i Frankrig, beskæftigede denne administrationen mere end andet steds.
I Tyskland var fiskeriadministrationen delt i fiskeritilsynet, som udøvedes af de forskellige tyske stater, hver for sig, der var delt i fiskeridistrikter, hvert med sit tilsynsførende personel, og en rigsadministration, der udøvedes af en halvofficiel institution »Deutscher Seefischereiverein« i Berlin, og som var underlagt landbrugsministeriet. Bestyrelsen af denne forening bestod af 17 medlemmer. De videnskabelige undersøgelser og arbejder udførtes af særlige kommissioner og anstalter som »Kgl. Kommission für die wissenschaftliche Untersuchung der deutschen Meere« og den biologiske anstalt på Helgoland.
I Holland var fiskeriets administration henlagt til landbrugsministeriet, under hvilket var ansat en fiskeridirektør, assisteret af en fiskeriinspektør og en videnskabelig rådgiver på fiskeriområdet. Landet var delt i 7 fiskeridistrikter, hvert med sit tilsynsførende personel. Desuden fandtes i Holland et fiskeriråd, der enten ved eget eller ved regeringens initiativ gav forslag til fiskeriets fremme. Rådet bestod af 21 medlemmer, valgte på 5 år. Præsidenten og vicepræsidenten valgtes af regeringen.
I Sverige var det ligeledes landbrugsministeriet, som administrerede fiskeritilsynet ved et særligt fiskeribureau med en sagkyndig bureauchef. Desuden fandtes rundt om i landet ansat fiskeriinspektører, de såkaldte fiskeriintendenter, og under dem sorterede et antal fiskeriassistenter. Fiskeriintendenterne skulle drage omsorg for fiskeriets fremme hver i sit distrikt, optage statistik over fiskeriet og være til støtte for fiskerbefolkningen i udøvelsen af dens næring.
I Rusland administrerede landbrugsministeriet fiskeritilsynet, bistået af en høj fiskeriembedsmand og talrige fiskeriembedsmænd rundt om i riget.
I alle disse lande, Frankrig undtaget, fandtes særlige kommissioner, som varetog havundersøgelserne efter det af det internationale råd lagte program og sendte delegerede til dette.
I Amerikas Forenede Stater var fiskeriadministrationen underlagt handelsministeriet. De forskellige stater havde hvert sit udstrakte fiskeritilsyn, og administrationen førte tilsyn med den udstrakte kunstige østers- og fiskeavl, som fandtes i De Forenede Stater.
I Japan var fiskeritilsynet administreret af det kejserlige fiskeribureau under landbrugsministeriet. Det var delt i to afdelinger, hvoraf den ene varetog de administrative anliggender, mens den anden virkede for fiskeriets fremme. De lokale administrationer udøvede hver for sig tilsyn med fiskeriet i deres distrikter.
Det vil af det foregående fremgå, at hovedcentret for alt havfiskeri er de nordlige europæiske lande og Amerikas Forenede Stater med de fra disse lande benyttede fjernere fiskepladser: Island, Newfoundland, Hvidehavet, Marokko-kysten med flere. Af de europæiske lande var det Nord- og Østersøstaterne (heri iberegnet Frankrig som grænsende mod nord til Nordsøen og deltagende i Nordsøfiskeriet), der drev det største fiskeri. I Middelhavet var fiskeriet af underordnet betydning i sammenligning med Nordsølandenes fiskeri, og i Asien dreves som anført i det hele kun et rationelt fiskeri i Japan.
Af europæiske farvande må Nordsøen — på grund af det fiskeri, der blev drevet i dette farvand hele året igennem, antallet af fiskere og af de lande, som deltog deri — anses for datidens vigtigste fiskevand, og kun enkelte andre fiskevande af lokal betydning, som i Amerikas Forenede Stater og Japan, overgik det i forholdsvis ydeevne. Det var derfor af største betydning for verdensfiskeriet, at fiskeriet i Nordsøen blev drevet rationelt og bevaredes for overfiskning. Herpå havde derfor også de internationale havundersøgelser deres opmærksomhed og deres arbejde henvendt for at skabe internationalt vedtagne lovregler for de vigtigste fiskeriers drift, særlig for de fiskearter, der var udsatte for overfiskning. Den samlede værdi af fiskeriet i Nordsøen var 1913 237 1/2 mio. kr således fordelt (i mio. kr.): England 100 3/4, Skotland 50 1/4, Holland 35 1/2, Tyskland 31 3/4, Norge 12 3/4, Danmark 2 3/4, Belgien 2 1/4, Sverige 1 1/2. Af de fiskeridrivende lande var Storbritannien ubetinget det, hvor fiskeriet havde størst betydning, og hvor det blev drevet i størst udstrækning. Derefter fulgte Frankrig, Tyskland og Norge. Den samlede omtrentlige værdi af de forskellige fiskeridrivende landes fiskeri var 1913 følgende (i mio. kr): England 186, Skotland 72, Irland 6 1/2, Frankrig 103 1/2, Tyskland 40 1/4, Norge 56, Holland 40 1/4, Sverige 16 1/4, Danmark (med Island og Færøerne) 30, hjemmefiskeriet 18.
For Amerikas Forenede Stater fandtes ingen samlet statistik. I Canada udgjorde fiskeriet 1913 69 1/2 mio. kr. I Japan 94 1/2 mio. yen (1902 47 1/4).

## Fiskeri politik
Industrielt fiskeri er i dag omfattet af mange regulativer og lovgivning, både nationalt og internationalt. Fiskeri politikken i Danmark, EU og internationalt har påvirket det industrielle fiskeri meget i moderne tid.

### Kapitalisering af fiskekvoter
I 2003 og 2006 åbnede Folketinget for, at fiskerne, som havde fået kvoter foræret gratis af den danske stat, kunne handle med kvoterne. Det har fået nogle til at trække sig ud af fiskeriet og sælge deres kvoter, mens andre har købt massivt op. Nogle har solgt kvoter med milliongevinster. Avisen Jyllands-Posten havde et eksempel på en 67 meter lang trawler "Isafold" fra Hirtshals, som var fyldt op med kvoter, der på daværende tidspunkt kunne værdisættes til godt 1 milliard kroner. Skibets værdi oversteg dermed A.P. Møller - Mærsks Triple-E skibe, som er verdens største og mest effektive containerskibe. Personer, som ejer mange fiskekvoter, og som kan blive meget rige ved at sælge kvoterne, kaldes ofte kvotebaroner.

### Færøerne
På Færøerne skete det samme som i Danmark ca. 10 år tidligere. Under Finanskrisen på Færøerne 1989–1995 blev færøske politikere nødt til at gennemføre radikale ændringer i fiskerierhvervet. En af ændringerne var, at fiskerettighederne blev privatiserede. Kvoterne blev den 1. marts 1994 givet gratis til de redere, som stadig ejede fiskeskibe og var aktive i fiskerierhvervet og derved havde klaret sig igennem krisen. Den færøske lov om erhvervsfiskeri (Lóg um vinnuligan fiskiskap) siger i §2, at fiskeressourcerne i havet omkring Færøerne og de rettigheder, som det færøske hjemmestyre har opnået ved forhandlinger med andre nationer, tilhører det færøske folk.
Fiskerettighederne kan ifølge loven trækkes tilbage efter 10 år uden erstatningspligt for det offentlige. Den positive ressourcerente tilfaldt vederlagsfrit de redere, der havde stået krisen igennem. Fiskerettighederne kan efter loven hverken pantsættes eller sælges, men denne formulering blev politisk og administrativt blødt op. Man fortolkede loven således, at godt nok kunne rettighederne ikke sælges, men de kunne omsættes. Fiskerettighederne kan i realiteten frit sælges til hvem som helst og for hvad som helst. Ved salg af fiskefartøjer har det
været muligt for rederne at trække værdien af fiskerettighederne ud af erhvervet. Skibet sælges sammen med tilhørende fiskerettigheder. Der er eksempler på, at fiskefartøjer er steget til den fire- eller femdobbelte værdi. Der blev derved skabt et nyt begreb, som kaldes kvotebaroner. Nye aktører, som senere er kommet ind i fiskerierhvervet på Færøerne, har ikke fået fiskerettighederne gratis, men har derimod været nødt til at betale høje priser for et eller flere skibe med tilhørende fiskerettigheder, og derved er skibene blevet meget dyrere, end de ville have været værd uden fiskerettigheder. De nye redere får ikke nogen ressourcerente. I forbindelse med den udbredte omsætning af skibe med tilhørende fiskerettigheder sker der en genbelåning af skibet, og der sker en belåning af rettighederne uden pant. Der tages lån mod forventet fangst.

## Fiskeriets metoder

### Erhvervsfiskeri
Dansk erhvervsfiskeri anvender følgende fiskemetoder:
- Trawl
- Snurrevod
- Not
- Nedgarn
- Bundgarn
- Ruser
- Langline

Et skib, der må anvendes til erhvervsfiskeri, kan genkendes ved, at skibet har et havnekendingsnummer bestående af fartøjsdistrikt og et tal. Dette nr. tildeles af Søfartsstyrelsen se www.sofart.dk Arkiveret 8. februar 2020 hos  Wayback Machine.

### Fritidsfiskeri
Fiskeri, der foregår i fritiden ( ikke med videresalg for øje ). Foregår som regel ved, at en person sætter garn, ruser eller liner ud fra båd, og senere henter en evt. fangst i land.
- Nedgarn
- Ruser
- Krogliner (Langline)

### Lystfiskeri
Foregår som regel med stang fra kyster, broer eller både.
- Fluefiskeri
- Medefiskeri
- Spinnefiskeri
- Trollingfiskeri